# Amenophis : La Résurrection
Amenophis : La Résurrection est un jeu vidéo d'aventure développé par Galiléa et édité par The Adventure Company, sorti en 2002 sur Windows. Il fait suite à Loch Ness (2001).

## Trame
L'action du jeu se déroule en 1936, quelques années après l'affaire Loch Ness au cours de laquelle le détective Alan Parker Cameron avait rencontré Moïra McFarley en Écosse.

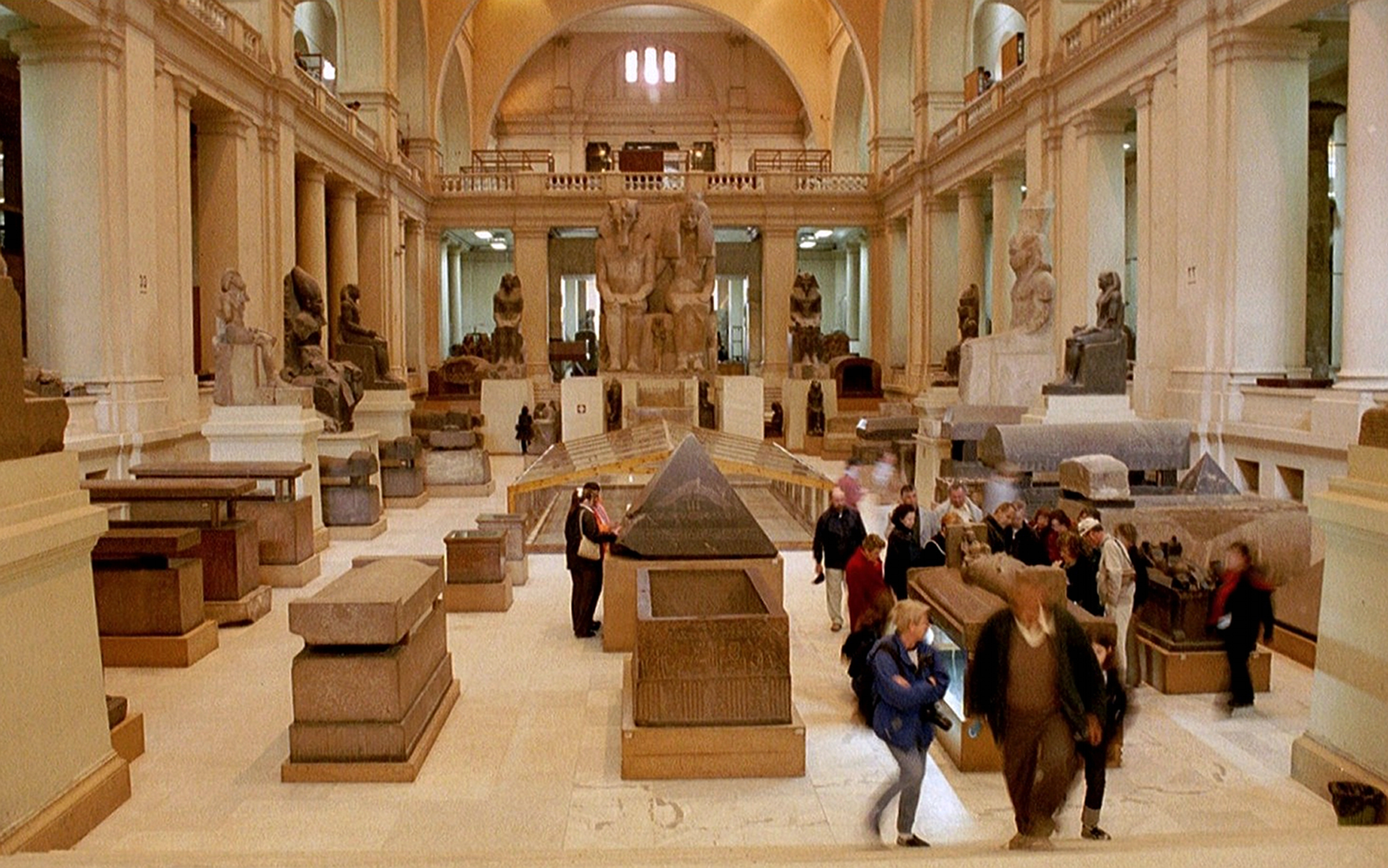
Le véritable musée égyptien du Caire est reproduit dans le jeu.

Le Caire : Cameron arrive au Caire à la demande de Moïra McFarley. Celle-ci travaille désormais dans le domaine archéologique avec le professeur Pimkerbottom, qui a récemment découvert un tombeau de l'Égypte antique dans la Vallée des Rois. À son hôtel, Cameron trouve une lettre de Moïra l'invitant à la rejoindre au musée des Antiquités. Sur place, la jeune femme reste introuvable. Le détective fait en revanche la rencontre de Mehdi Al Salem, le conservateur du musée qui, inquiet de voir un inconnu dans le musée hors des heures d'ouverture, l'enferme dans la réserve. Alors qu'il cherche à s'échapper, Cameron entend les échanges de deux archéologues allemands fouillant également le musée. La lecture du journal intime de Moïra révèle que deux hommes rôdent en effet régulièrement autour des fouilles du professeur Pimkerbottom et que c'est pour enquêter sur leurs intentions que le détective a été engagé. Cameron retrouve plus tard les deux Allemands qui logent au même hôtel que lui. En espionnant leur conversation, il apprend qu'ils recherchent une statuette de Kâ découverte par Pimkerbottom et confiée à Moïra. Les deux hommes espèrent que Cameron va leur permettre de retrouver la piste de la jeune femme. Le détective souhaite rejoindre Louxor où se trouve le site archéologique du professeur Pimberbottom. Le tenancier de l'hôtel lui recommande un navire de croisière.
Sur le Nil : À bord du Wonder of the Nile, Cameron découvre que les deux Allemands, Maximilian Von Bosardigheist et Karl Blitzstrum, font eux aussi partie du voyage. Edmond de la Destrière, égyptologue français travaillant en collaboration avec Pimkerbottom, est également présent sur le bateau en compagnie de Mehdi Al Salem. Un incident survient pendant le voyage : Edmond de la Destrière, remontant de la cale du navire, semble pris d'hallucinations, étouffe et s'effondre inconscient. Mehdi Al Salem le prend en charge et parvient à le calmer en le plongeant en état d'hypnose. Cameron se rend dans la cabine du Français pour mener l'enquête, puis dans celle du conservateur du musée. Une momie surgit alors dans la chambre : douée de pouvoirs surnaturels, elle propulse Cameron contre un mur. Le détective parvient à faire fuir la créature en brandissant une statuette de Maât capable de repousser le mal, puis s'évanouit.
Louxor : Pendant l'inconscience du détective, le bateau a accosté à Louxor. Cameron en descend et découvre que les deux archéologues allemands ont, non loin du point d'accostage, leur propre camp. En voulant l'explorer, le détective s'y retrouve momentanément enfermé par Karl Blitzstrum, mais parvient à s'échapper. En grimpant dans les collines, Cameron découvre un poste d'observation depuis lequel il assiste à une scène surnaturelle se déroulant aux abords du bateau. Moïra McFarley, auprès de qui se trouve la momie maléfique, semble s'en prendre à Mehdi Al Salem. Il semblerait que Moïra soit sous l'emprise de la créature. Cameron revient au bateau : Moïra est introuvable, mais le conservateur du musée est découvert allongé sur le lit de sa chambre dans un état proche de l'agonie. Peu après, le détective parvient à se rendre de l'autre côté de la colline, sur le site des fouilles archéologiques. Là, il découvre Pimkerbottom allongé sur un lit de camp, dans un état semblable à celui de Mehdi Al Salem. Cameron s'introduit alors dans le tombeau récemment découvert par l'archéologue.
Le tombeau : À l'intérieur du tombeau, l'activation d'un mécanisme permet à Cameron d'entrer dans une crypte. À l'aide du Livre des Fidèles de Toumcheki récupéré dans la cabine de Mehdi Al Salem, Cameron résout une suite d'énigmes lui permettant d'avancer jusqu'à une vaste salle cérémonielle au fond de laquelle se trouve Moïra et la momie. Le détective assiste alors à une scène inattendue : Karl Blitzstrum, qui l'a devancé dans sa quête, se retrouve sous l'emprise de la momie. L'archéologue allemand est projeté dans un inquiétant vortex qui se referme sur lui. Cameron ne souhaite pas subir le même sort : en s'approchant de la momie, il a le réflexe de détruire la statuette de Kâ utilisée par la créature pour y puiser sa force, puis présente face à elle une autre statuette dont les pouvoirs parviennent à détruire définitivement la créature démoniaque. Moïra est libérée de son emprise. Une scène d'épilogue montre Cameron et Moïra repartir vers Le Caire à bord du Wonder of the Nile.

## Système de jeu
Amenophis : La Résurrection utilise un moteur de jeu quasi identique à celui du jeu Loch Ness, permettant d'évoluer dans des décors en 3D précalculée. Le joueur incarne le détective Cameron (vision subjective) et peut tourner sur lui-même avec une vision à 360° en regardant librement vers le haut et vers le bas. Les déplacements dans l'environnement se font selon le système de point and click en utilisant la souris. Lorsque le joueur a la possibilité d'avancer dans le décor, le curseur se transforme en flèche ; en cliquant, le joueur se retrouve instantanément à un point du décor vers lequel il a cliqué.
Les interactions avec les objets du décor et les personnages se font elles aussi par le système du point and click : le joueur scrute les décors en bougeant sa souris à la recherche de zones d'interactions, notamment pour récupérer des objets ou actionner des mécanismes. Il suffit de cliquer sur ces zones pour réaliser une interaction. Le joueur dispose d'un inventaire, lieu de stockage virtuel de divers objets qu'il peut ramasser au cours de l'aventure, et qu'il pourra utiliser par la suite. Le joueur trouve également des lettres qui participent à la dimension narrative du jeu : c'est par leur biais que le joueur peut mieux saisir les détails de l'intrigue.
Comme dans la plupart des jeux d'aventure, le scénario du jeu est linéaire : pour avancer dans l'intrigue, le joueur doit nécessairement faire un certain nombre d'actions dans un ordre prédéfini qui lui permettront de progresser.
Le jeu contient plusieurs situations pouvant aboutir à un « game over », ainsi que des séquences en temps limité. La partie peut être sauvegardée à tout moment pour être reprise ultérieurement.

## Accueil
- Adventure Gamers : 3,5/5[1]
- GameSpot : 5,1/10[2]
- GameZone : 8/10[3]
- Jeux vidéo Magazine : 11/20[4]
- Jeuxvideo.com : 12/20[5]